# Kim Seol
Kim Seol (koreanisch 김설; * 18. März 2011 in Incheon als Kim Seol-yang (김설양)) ist eine südkoreanische Kinderdarstellerin.

## Leben und Karriere
Kim wurde am 18. März 2011 in Incheon geboren. Ihr Debüt gab sie 2014 in dem Film Welcome. Im selben Jahr trat sie in Ode to My Father auf. Anschließend war sie 2015 in der Sendung King of Mask Singer zu sehen. Außerdem wurde Kim für die Serie Reply 1988 gecastet.
Unter anderem hatte sie einen Gastauftritt in Master in the House. 2017 bekam Kim in dem Film Ayla eine Hauptrolle. 2022 setzte sie ihre Karriere in From Today's Door fort.

## Filmografie
Filme
- 2014: Welcome
- 2014: Ode to My Father
- 2017: Ayla
- 2022: From Today's Door

Serien
- 2015: Reply 1988

Sendungen
- 2015: King of Mask Singer
- 2017: Master in the House